# Lenamordet
Lenamordet kallas det uppmärksammade mordfallet på 21-åriga Lena Zackariasson (född 10 oktober 1951) från Karlstad som hittades mördad på soptippen i Deje hösten 1972. Zackariasson som var boende på Ulvsbygatan 21A i Norrstrand anmäldes försvunnen av sin mor den 19 oktober 1972. Den sista observationen av henne i livet gjordes måndagen den 16 oktober 1972 cirka klockan 23.00. Dagen efter anmälan den 20 oktober 1972 fann en man en blodig penhammare vid soptippen i Deje som lämnades över till polisen. 10 dagar senare hittades kroppen på soptippen.
Polisen blev bara efter några dagar intresserade av den 28-årige Dejebon Leif Lindström som förekommit i Lena Zackariasson dagbok. I dagboken skrev Lena att hon var gravid och att det var Leif som är pappan. Polisens teori gick ut på att Leif, som var gift, mördade Lena eftersom hon beslutat sig för att behålla barnet. Leif trädde själv fram i massmedia och förnekade brottsmisstankarna. Leif dömdes i tingsrätten till 10 års fängelse men friades senare i hovrätten. Det fanns dock, förutom Lindström, flera tänkbara gärningsmän men ingen som man på allvar var intresserade av. En av dessa män, Ingvar, ströp sin ex-fru och tog därefter sitt eget liv i Forshaga kommun 2000.
Fallet preskriberades 1997 och betraktas idag som ett ouppklarat brott.